# Trojan Records
Trojan Records – brytyjska wytwórnia płytowa specjalizująca się w gatunkach muzycznych pochodzących z Jamajki: reggae, rocksteady, dub, dancehall i jungle. Odegrała niebagatelną rolę w rozpowszechnianiu muzyki jamajskiej na Wyspach Brytyjskich. Wydała płyty takich wykonawców jak: The Wailers, Ethiopians, Gregory Isaacs, John Holt, Horace Andy, Inner Circle, Boris Gardiner, U-Roy, I-Roy, Toots and the Maytals, Rico Rodrigueza i wielu innych

## Historia
Początki wytwórni sięgają daty 28 lipca 1967 roku, kiedy zostaje powołana przez Island Records jako wizytówka dla nagrań Duke'a Reida. Nazwa Trojan wzięła się od nazwy siedmiotonowej ciężarówki firmy Leyland, używanej na Jamajce do transportowania po wyspie ogromnego nagłośnienia używanego przez soundsystem tego producenta (na bokach pojazdu widniał napis:Duke Reid, The Trojan King Of Sounds). Pierwsza wersja Trojan Records okazała się jednak krótkotrwała, wydano zaledwie tuzin nagrań.
Reaktywacji wytwórni dokonał w roku 1968 biznesmen Lee Gopthal, który zmienił jej założenia. Od tamtego momentu wytwórnia wydawała płyty wielu artystów, a współpracę podjęto z producentami zarówno z Jamajki(Lee "Scratch" Perry, Bunny Lee, Clancy Eccles, Duke Reid) jak i z UK (Dandy, Joe Mansano). Powstało także wiele mniejszych wytwórni pod opieką Trojan Records (np. Upsetter Lee "Schratcha" Perry'ego). Trojan Records kontynuowało wcześniejszą politykę Island, która promowała jamajską muzykę, jednak od 1968 roku stała się dużą wytwórnią, o szerszym wachlarzu oferowanych stylów muzycznych, zwalniając przy tym wielu dotychczasowych artystów z nurtu jamajskiego. Nic dziwnego, że Trojan szybko zaczął uzupełniać niszę zostawioną przez Island. Wytwórnia zaczęła promować jamajską muzykę m.in. przez wygładzanie i poprawianie jamajskich nagrań oraz sprzedaż tanich albumów (w cenach od £0,14 do £0,99). Zaowocowało to częstym pojawianiem się piosenek z Trojana na listach przebojów w latach 1969-1972, kiedy też wystąpił fenomenalny wręcz wzrost sprzedaży produktów spółki (głównie za sprawą skinheadów). Głównym konkurentem Trojan Records była specjalizująca się w tej samej muzyce firma Pama Records.
Oprócz wydawania hitów (popularnych zwłaszcza na potańcówkach), Trojan zaczął prezentować artystów nieznanych wówczas jeszcze poza Jamajką, takich jak Dennis Brown, U-Roy, Gregory Isaacs, Bob Marley & The Wailers, którzy w późniejszym czasie zrobili wielkie światowe kariery.
W 1975 spółka została kupiona przez firmę Saga Records, nadal jednak prezentowała muzykę jamajską, chociaż nie wiązało się to już z takim samym sukcesem komercyjnym co kiedyś. Prezentowała głównie nagrania takich wokalistów jak Linval Thompson, Sugar Minott, jak również wielkich mistrzów dubu, takich jak Scientist czy Prince Jammy.
10 lat później wytwórnia zmieniła właściciela po raz kolejny, powracając do swojego starego programu i szybko się rozwijając oraz odzyskując pozycję lidera na rynku muzyki reggae. Latem 2001 roku została przejęta przez Sanctuary Records Group.